# Wood megye (Ohio)
Wood megye az Amerikai Egyesült Államokban, azon belül Ohio államban található. Megyeszékhelye Bowling Green. Lakosainak száma 132 248 fő (2020. április 1.). Wood megye Lucas, Ottawa, Sandusky, Seneca, Hancock, Putnam és Henry megyékkel határos.

## Népesség
A megye népességének változása:
| Lakosok száma | 125 942 | 127 328 | 128 708 | 129 264 | 129 730 | 132 248 |
|               | 2010    | 2011    | 2012    | 2013    | 2015    | 2020    |